# Staurotheca urceolifera
Staurotheca urceolifera är en nässeldjursart som först beskrevs av Gustav Heinrich Kirchenpauer 1884.  Staurotheca urceolifera ingår i släktet Staurotheca och familjen Syntheciidae. Inga underarter finns listade i Catalogue of Life.